# Міїке Такасі
Такасі Міїке (яп. 三池 崇史, Такасі Міїке); * 24 серпня 1960, Яо, Префектура Осака) — японський кінорежисер, сценарист і актор. Відомий своєю надзвичайною продуктивністю: з часу свого дебюту 1991 року він зняв більше 100 кінофільмів, відео та телефільмів. Багато його фільмів зображають сцени насильства, брутальності, непристойності та побоїщ. Центральними постатями фільмів часто є жорстокі злочинці та антигерої. Особливу увагу Міїке приділяє темі якудзи.

## Біографія

### Дитинство і юність
Міїке народився і виріс в Яо, місті, де мешкало багато робітників та імігрантів, насамперед з Кореї. Його дід під час Другої світової війни перебував у Китаї й Кореї, батько Такасі Міїке народився в Сеулі. За фахом батько був зварником, матір — швачкою.
Місто Яо в часи дитинства і юності Міїке було позначене бідністю, тож заради заробітку багато людей працювали на якудзу. В одному з інтерв'ю Міїке сказав, що багато його шкільних друзів були дітьми членів якудзи і додав: «Я особисто знаю багатьох якудза. Це такі самі люди, як ти і я. Вони тільки мають особливий спосіб спілкування».
У старших класах Міїке приєднався до групи рокерів, які регулярно влаштовували нелегальні перегони на мотоциклах. Часті смертельні випадки він коментував таким чином: «Перед перегонами спокійно розмовляєш з одним зі своїх друзів, а за кілька хвилин він вже мертвий. Двоє чи троє гинули щороку».
Свою мрію стати професійним мотогонщиком він відкинув, коли його найталановитіший друг під час професійних перегонів показав дуже посередні результати. Тож Міїке зрозумів, що для того, щоб стати справжнім мотогонщиком, йому бракує хисту.

### Шлях до телебачення
Якось Такасі Міїке випадково почув по радіо рекламу «Технічної школи радіо і телебачення Йокогами» (зараз «Японський інститут кінематографа»). Оскільки в цій школі не вимагалося здавати вступні іспити, він вирішив туди вступити. Він переїхав до Йокогами й оплачував своє навчання, працюючи в нічному клубі, який відвідували переважно американські військовики. Оскільки заняття в школі здавалися йому надто абстрактними, на заняття він ходив нерегулярно. Якось у школі один телепродюсер шукав асистента, який безкоштовно мав допомогти у зйомках ігрового шоу. Оскільки всі однокурсники Міїке були зайняті написанням своїх дипломних робіт, місце запропонували Міїке. Так почалася його співпраця в шоу «Black Jack».
Працівники на постійній основі мали регульовані години роботи, оскільки вони мали за спиною профспілку. Тож «вільнонаймані» мали виконувати недовершену роботу в позаурочний час. Міїке обурювало ставлення до роботи працівників на постійній основі, які, на його думку, хотіли лише зручного життя й знімали нецікаві фільми. Тож він вирішив, що ніколи не працюватиме для продюсерської фірми.

### Шлях до кіно
Міїке у статусі вільнонайманого співробітника брав участь у зйомках багатьох телесеріалів. До представинків кіноіндустрії в Міїке швидко виробилося почуття антипатії, він вважав їй зверхніми та позбавленими таланту. Тож він працював і надалі на телебаченні. Після десяти років роботи над різними телесеріалами (іноді він навіть виступав як співрежисер) він зійшовся з засновником кіношколи в Йокогамі Імамурою Сьохей. Імамура якраз шукав трьох асистентів режисера для свого фільму «Дзеґен» (яп. 女衒, 1987) й взяв його третім асистентом.
Після цього досвіду Міїке подовжив свою діяльність в сфері кінематографу. Через два роки разом з Імурою він зняв фільм «Чорний дощ» (1989). В цьому фільмі він вперша сам зіграв одну епізодичну роль. На початку 1990-х років виник бум так званого «прямого відео» («Direct-to-Video»), що відкрило для нових режисерів шанс заявити про себе власними фільмами. Так Міїке одержав пропозицію зняти фільм «Eyecatch Junction». Під час підготовки до зйомок він одержав пропозицію, замінити режисера у фільмі «Леді Гантер: прелюдія до вбивства». Міїке погодився і зняв цей фільм протягом двох місяців ще до того, як почав роботу над фільмом «Eyecatch Junction».

### Визнання і критика
Світову відомість Такасі Міїке здобув 2000 року завдяки фільму жахів Кінопроба, що є екранізацією однойменного роману Рю Муракамі, а також фільму про якудзу «Мертвий або живий» (1999).
Суперечливим успіхом був позначений фільм Міїке Ічі-кілер (2001) за однойменною мангою Хідео Ямамото. Британська рада з класифікації фільмів відмовилася дати дозвіл на демонстрацію цього фільму без купюр, в Гонконгу було вирізано 15 хвилин, у США фільм вийшов у повній версії, проте із забороною для неповнолітніх.
Загалом Міїке зажив слави режисера, який часто змішує жанри, переступає численні суспільні табу, надає перевагу фантастичним, брутальним, провокативним, божевільним, непристойним сюжетам. Водночас він є автором поетичних споглядальних фільмів, таких як «Пташиний народ в Китаї» та «Мелодія нещастя».
2017 року Такасі Міїке було прийнято до Академії кінематографічних мистецтв і наук.
Одним зі своїх найулюбленіших фільмів Міїке вважає Зоряний десант. З англомовних кінорежисерів його захоплюють Девід Лінч, Девід Кроненберг та Пол Верговен.

## Фільмографія

### Режисер
| Рік                            | Українська назва                                                     | Японська назва                                        | Латинізована назва | Тип                           |
| ------------------------------ | -------------------------------------------------------------------- | ----------------------------------------------------- | --- | ----------------------------- |
| 1991                           |                                                                      |                                                       | |                               |
| Eyecatch Junction              | 突風！ ミニパト隊 アイキャッチ・ジャンクション                       | Toppū! Minipato tai - Aikyatchi Jankushon             | Відео |                               |
| Леді Гантер: прелюдія вбивства | レディハンター 殺しのプレュード                                      | Redi hantā: Koroshi no pureryūdo                      | Відео |                               |
| 1992                           | (Shissō Feraari 250 GTO / Rasuto ran: Ai to uragiri no hyaku-oku en) | 疾走フェラーリ250GTO/ラスト・ラン～愛と裏切りの百億円 | Shissō Feraari 250 GTO / Rasuto ran: Ai to uragiri no hyaku-oku en Shissō Feraari 250 GTO / Rasuto ran: Ai to uragiri no ¥10 000 000 000 | Телефільм                     |
| 1992                           | A Human Murder Weapon                                                | 人間兇器 愛と怒りのリング                             | Ningen kyōki: Ai to ikari no ringu | Відео                         |
| 1993                           | Bodyguard Kiba                                                       | ボディガード牙                                        | Bodigādo Kiba | Відео                         |
| 1993                           | (Oretachi wa tenshi ja nai)                                          | 俺達は天使じゃない                                    | Oretachi wa tenshi ja nai | Відео                         |
| 1993                           | (Oretachi wa tenshi ja nai 2)                                        | 俺達は天使じゃない２                                  | Oretachi wa tenshi ja nai 2 | Відео                         |
| 1994                           | Shinjuku Outlaw                                                      | 新宿アウトロー                                        | Shinjuku autorou | Відео                         |
| 1994                           | (Shura no mokushiroku: Bodigādo Kiba)                                | 修羅の黙示録 ボディーガード牙                         | Shura no mokushiroku: Bodigādo Kiba | Відео                         |
| 1995                           | (Daisan no gokudō)                                                   | 第三の極道                                            | Daisan no gokudō | Акторський дебют              |
| 1995                           | (Shura no mokushiroku 2: Bodigādo Kiba)                              | 修羅の黙示録2 ボディーガード牙                        | Shura no mokushiroku 2: Bodigādo Kiba | Відео                         |
| 1995                           | Osaka Tough Guys                                                     | なにわ遊侠伝                                          | Naniwa yūkyōden | Відео                         |
| 1995                           | Shinjuku Triad Society                                               | 新宿黒社会 チャイナ マフィア戦争                      | Shinjuku kuroshakai: Chaina mafia sensō                                                                                                  | Фільм                         |
| 1996                           | (Shin daisan no gokudō: boppatsu Kansai gokudō sensō)                | 新・第三の極道 勃発 関西極道ウォーズ！！              | Shin daisan no gokudō: boppatsu Kansai gokudō sensō                                                                                      | Відео                         |
| 1996                           | (Shin daisan no gokudō II)                                           | 新・第三の極道II                                      | Shin daisan no gokudō II | Відео                         |
| 1996                           | Ambition Without Honor                                               | 仁義なき野望                                          | Jingi naki yabō | Відео                         |
| 1996                           | Peanuts                                                              | 落華星 ピイナッツ                                     | Rakkasei: Piinattsu | Відео                         |
| 1996                           | The Way to Fight                                                     | 喧嘩の花道 大阪最強伝説                               | Kenka no hanamichi: Ōsaka saikyō densetsu                                                                                                | Відео                         |
| 1996                           | Fudoh: The New Generation                                            | 極道戦国志 不動                                       | Gokudō sengokushi: Fudō | Фільм                         |
| 1997                           | Ambition Without Honor 2                                             | 仁義なき野望2                                         | Jingi naki yabō 2 | Відео                         |
| 1997                           | Young Thugs: Innocent Blood                                          | 岸和田少年愚連隊 血煙り純情篇                         | Kishiwada shōnen gurentai: Chikemuri junjō-hen                                                                                           | Фільм                         |
| 1997                           | Rainy Dog                                                            | 極道黒社会 RAINY DOG                                  | Gokudō kuroshakai | Фільм                         |
| 1997                           | Суцільнометалева якудза                                              | FULL METAL 極道                                       | Full Metal gokudō | Відео                         |
| 1998                           | The Bird People in China                                             | 中国の鳥人                                            | Chûgoku no chôjin | Фільм                         |
| 1998                           | Андромедіа                                                           | アンドロメデイア andromedia                           | Andoromedia | Фільм                         |
| 1998                           | Blues Harp                                                           | BLUES HARP                                            | n/a | Фільм                         |
| 1998                           | Young Thugs: Nostalgia                                               | 岸和田少年愚連隊 望郷                                 | Kishiwada shōnen gurentai: Bōkyō | Фільм                         |
| 1999                           | Man, A Natural Girl                                                  | 天然少女萬                                            | Tennen shōjo Man | Телефільм                     |
| 1999                           | Ley Lines                                                            | 日本黒社会                                            | Nihon kuroshakai | Фільм                         |
| 1999                           | Silver                                                               | シルバー SILVER                                       | Silver: shirubā | Відео                         |
| 1999                           | Кінопроба                                                            | オーディション                                        | Ōdishon | Фільм                         |
| 1999                           | Мертвий або живий                                                    | DEAD OR ALIVE 犯罪者                                  | Dead or Alive: Hanzaisha | Фільм                         |
| 1999                           | Salaryman Kintaro White Collar Worker Kintaro                        | サラリーマン金太郎                                    | Sarariiman Kintarō | Фільм                         |
| 1999                           | Man, Next Natural Girl: 100 Nights in Yokohama N-Girls vs Vampire    | 天然少女萬NEXT 横浜百夜篇                             | Tennen shōjo Man next: Yokohama hyaku-ya hen                                                                                             | Телефільм                     |
| 2000                           | The Making of 'Gemini'                                               | (невідомо)                                            | Tsukamoto Shin'ya ga Ranpo suru | Документальний телефільм      |
| 2000                           | MPD Psycho                                                           | 多重人格探偵サイコ                                    | Tajū jinkaku tantei saiko: Amamiya Kazuhiko no kikan                                                                                     | Телевізійний мінісеріал       |
| 2000                           | Місто загублених душ The City of Strangers The Hazard City           | 漂流街 THE HAZARD CITY                                | Hyōryū-gai | Фільм                         |
| 2000                           | Хлопці з раю                                                         | 天国から来た男たち                                    | Tengoku kara kita otoko-tachi | Фільм                         |
| 2000                           | Dead or Alive 2: Birds Dead or Alive 2: Runaway                      | DEAD OR ALIVE 2 逃亡者                                | Dead or Alive 2: Tōbōsha | Фільм                         |
| 2001                           | (Kikuchi-jō monogatari: sakimori-tachi no uta)                       | 鞠智城物語 防人たちの唄                               | Kikuchi-jō monogatari: sakimori-tachi no uta                                                                                             | Фільм                         |
| 2001                           | (Zuiketsu gensō: Tonkararin yume densetsu)                           | 隧穴幻想 トンカラリン夢伝説                           | Zuiketsu gensō: Tonkararin yume densetsu                                                                                                 | Фільм                         |
| 2001                           | Родина                                                               | FAMILY                                                | n/a | Фільм                         |
| 2001                           | Родина 2                                                             | FAMILY 2                                              | n/a | Відео                         |
| 2001                           | Відвідувач Q                                                         | ビジターQ                                             | Bijitā Q | Відео                         |
| 2001                           | Ічі-кілер                                                            | 殺し屋1                                               | Koroshiya 1 | Фільм                         |
| 2001                           | Братство якудзи: Війна кланів                                        | 荒ぶる魂たち                                          | Araburu tamashii-tachi | Фільм                         |
| 2001                           | Щастя Катакурі                                                       | カタクリ家の幸福                                      | Katakuri-ke no kōfuku | Фільм                         |
| 2002                           | Мертвий або живий: фінал                                             | DEAD OR ALIVE FINAL                                   | n/a | Фільм                         |
| 2002                           | (Onna kunishū ikki)                                                  | おんな 国衆一揆                                       | Onna kunishū ikki | (невідомо)                    |
| 2002                           | Сабу                                                                 | SABU さぶ                                             | Sabu | Телефільм                     |
| 2002                           | Graveyard of Honor                                                   | 新・仁義の墓場                                        | Shin jingi no hakaba | Фільм                         |
| 2002                           | Shangri-La                                                           | 金融破滅ニッポン 桃源郷の人々                         | Kin'yū hametsu Nippon: Tōgenkyō no hito-bito                                                                                             | Фільм                         |
| 2002                           | Пандора                                                              | パンドーラ                                            | Pandōra | Музичне відео                 |
| 2002                           | Deadly Outlaw: Rekka Violent Fire                                    | 実録・安藤昇侠道（アウトロー）伝 烈火                 | Jitsuroku Andō Noboru kyōdō-den: Rekka                                                                                                   | Фільм                         |
| 2002                           | Pāto-taimu tantei                                                    | パートタイム探偵                                      | Pāto-taimu tantei | Телесеріал                    |
| 2003                           | Чоловік у білому                                                     | 許されざる者                                          | Yurusarezaru mono | Фільм                         |
| 2003                           | Ґодзу                                                                | 極道恐怖大劇場 牛頭 GOZU                              | Gokudō kyōfu dai-gekijō: Gozu | Фільм                         |
| 2003                           | Kikoku                                                               | 鬼哭 kikoku                                           | Kikoku | Відео                         |
| 2003                           | Kōshōnin                                                             | 交渉人                                                | Kōshōnin | Телефільм                     |
| 2003                           | Один пропущений дзвінок (фільм) You've Got a Call                    | 着信アリ                                              | Chakushin Ari | Фільм                         |
| 2004                           | Zebraman                                                             | ゼブラーマン                                          | Zeburāman | Фільм                         |
| 2004                           | Pāto-taimu tantei 2                                                  | パートタイム探偵2                                     | Pāto-taimu tantei 2 | Телефільм                     |
| 2004                           | Box фрагмент в Three... Extremes                                     | BOX（『美しい夜、残酷な朝』）                         | Saam gaang yi | фрагмент фільму               |
| 2004                           | Ідзо                                                                 | IZO                                                   | IZO | Фільм                         |
| 2005                           | Ultraman Max                                                         | ウルトラマンマックス                                  | Urutoraman Makkusu | Епізоди 15 і 16 з телесеріалу |
| 2005                           | Велика війна Йокарі                                                  | 妖怪大戦争                                            | Yokai Daisenso | Фільм                         |
| 2006                           | Big Bang Love, Juvenile Ai 4.6 Billion Years of Love                 | 46億年の恋                                            | 46-okunen no koi | Фільм                         |
| 2006                           | Вару                                                                 | WARU                                                  | Waru | Фільм                         |
| 2006                           | Imprint епізод з Майстрів жахів                                      | インプリント ～ぼっけえ、きょうてえ～                 | Inpurinto ~bokke kyote~ | Епізод телефільму             |
| 2006                           | Waru: kanketsu-hen                                                   |                                                       | Waru: kanketsu-hen | Відео                         |
| 2006                           | Sun Scarred                                                          | 太陽の傷                                              | Taiyo no kizu | Фільм                         |
| 2007                           | Sukiyaki Western Django                                              | スキヤキ・ウエスタン ジャンゴ                         | Sukiyaki wesutān jango | Фільм                         |
| 2007                           | Crows Zero                                                           | クローズZERO                                          | Kurōzu Zero | Фільм                         |
| 2007                           | Подібний дракону                                                     | 龍が如く 劇場版                                       | Ryu ga Gotoku Gekijōban | Фільм                         |
| 2007                           | Zatoichi                                                             | 座頭市                                                | Zatōichi | Stageplay                     |
| 2007                           | Детективна історія                                                   | 探偵物語                                              | Tantei monogatari | Фільм                         |
| 2008                           | Загадка Бога; Божа головоломка                                       | 神様のパズル                                          | Kamisama no pazuru | Фільм                         |
| 2008                           | K-tai Investigator 7                                                 | ケータイ捜査官7                                       | Keitai Sōsakan 7 | ТЕЛЕФІЛЬМ (1 episode)         |
| 2009                           | Yatterman                                                            | ヤッターマン                                          | Yattaaman | Фільм                         |
| 2009                           | Crows Zero 2                                                         | クローズZERO 2                                        | Kurōzu Zero 2 | Фільм                         |
| 2010                           | 13 убивць                                                            | 十三人の刺客                                          | Jûsan-nin no shikaku | Фільм                         |
| 2010                           | Zebraman 2: Attack on Zebra City                                     | ゼブラーマン -ゼブラシティの逆襲                      | Zeburāman -Zebura Shiti no Gyakushū | Фільм                         |
| 2011                           | Ninja Kids!!!                                                        | 忍たま乱太郎                                          | Nintama Rantarō | Фільм                         |
| 2011                           | Hara-Kiri: Death of a Samurai                                        | 一命                                                  | Ichimei | Фільм                         |
| 2012                           | Gyakuten Saiban                                                      | 逆転裁判                                              | Gyakuten Saiban | Фільм                         |
| 2012                           | For Love's Sake                                                      | 愛と誠                                                | Ai to makoto | Фільм                         |
| 2012                           | Урок пекла                                                           | 悪の教典                                              | Aku no Kyōten | Фільм                         |
| 2013                           | Shield of Straw                                                      | 藁の楯                                                | Wara no Tate | Фільм                         |
| 2013                           | The Mole Song: Undercover Agent Reiji                                | 土竜の唄 潜入捜査官 REIJI                             | Mogura no uta – sennyu sosakan: Reiji | Фільм                         |
| 2014                           | Тільки через твій труп                                               | 喰女-クイメ-                                          | Kuime | Фільм                         |
| 2014                           | Божою волею                                                          | 神さまの言うとおり                                    | Kamisama no iu tōri | Фільм                         |
| 2015                           | Лев, що стоїть на вітрі                                              | 風に立つライオン                                      | Kaze ni Tatsu Lion | Фільм                         |
| 2015                           | Апокаліпсис якудзи                                                   | 極道大戦争                                            | Gokudō Daisensō | Фільм                         |
| 2016                           | Terra Formars                                                        | テラフォーマーズ                                      | Tera Fōmāzu | Фільм                         |
| 2016                           | The Mole Song: Hong Kong Capriccio                                   | 土竜の唄 香港狂騒曲                                   | Mogura no uta: Hong Kong kyōsō-kyoku | Фільм                         |
| 2017                           | Idol x Warrior Miracle Tunes!                                        | アイドル×戦士 ミラクルちゅーんず！                    | Aidoru x Senshi Mirakuru Chūnzu! | Телесеріал (головний режисер) |
| 2017                           | Клинок Безсмертного                                                  | 無限の住人                                            | Mugen no Jūnin | Фільм                         |
| 2017                           | JoJo's Bizarre Adventure: Diamond Is Unbreakable Chapter I           | ジョジョの奇妙の冒険 ダイヤモンドは砕けない 第一章    | JoJo no Kimyō na Bōken: Daiyamondo wa Kudakenai: Daiisshō                                                                                | Фільм                         |
| 2018                           | Magic x Warrior Magi majo Pures!                                     | 魔法×戦士 マジマジョピュアーズ！                      | Mahō x Senshi Majimajo Pyuazu! | Телесеріал (головний режисер) |
| 2018                           | Laplace's Witch                                                      | ラプラスの魔女                                        | Rapurasu no Majo | Фільм                         |